# Aureopteryx argentistriata
Aureopteryx argentistriata là một loài bướm đêm trong họ Crambidae.